# Paku Alam II

Paku Alam II

Paku Alam II (ook: Pakoe Alam II) was van 1829 tot 1858 de zelfregerende vorst van Pakualaman, een vorstendom op centraal Java in Indonesië. Hij volgde zijn vader Paku Alam I op als pakualam. De vorst was vazal van Yogyakarta en indirect van Nederland. De heersers van de zelfregerende vorstendommen Surakarta, Yogyakarta, Mangkunegaran en Pakualaman hadden een hoge status. . De volledige titel van de vorst was Kanjeng Gusti Pangeran Adipati Arya Paku Alam II.